# ソユーズTMA-20
ソユーズTMA-20は、2010年にソユーズFGによって打ち上げられた国際宇宙ステーションへの飛行である。ソユーズTMA-20の乗組員は、2008年11月21日にNASAで決定された。

## 乗組員
- ドミトリー・コンドラティオフ (1) -  ロシア RSA
- キャスリン・コールマン (3) -  アメリカ合衆国 NASA
- パオロ・ネスポリ (2) -  イタリア ESA